# (10132) Lummelunda
(10132) Lummelunda – planetoida z pasa głównego asteroid okrążająca Słońce w ciągu 3 lat i 110 dni w średniej odległości 2,22 j.a. Została odkryta 20 marca 1993 roku w Europejskim Obserwatorium Południowym w programie UESAC. Nazwa planetoidy pochodzi od Lummelundy, małej miejscowości na Gotlandii. Przed nadaniem nazwy planetoida nosiła oznaczenie tymczasowe (10132) 1993 FL84.